# Association sportive Manu-Ura
Maillots
L'Association sportive Manu-Ura, plus couramment abrégé en AS Manu-Ura, est un club de football polynésien basé dans la commune de Paea, sur l'île de Tahiti.
Le club joue ses matchs à domicile au Stade Manu Ura, doté de 10 000 places.

## Histoire
Le club a remporté cinq Championnats de Polynésie française et deux Coupes de Polynésie française. Il a disputé à trois reprises la Ligue des Champions de l'OFC, en 2008 et en 2010, où il n'est pas allé plus loin que la phase de poules. Et elle a aussi disputée deux fois la coupe de france

## Palmarès
| \| - Championnat de Polynésie française (5) : - Champion : 1995-96, 2003-04, 2006-07, 2007-08 et 2008-09. - Coupe de Polynésie française (2) : - Vainqueur : 2002-03 et 2004-05. - Finaliste : 1994-95. \| \| - Supercoupe de Polynésie française (1) : - Vainqueur : 2008. - Finaliste : 2007. \| |  |                                                                                   |
| - Championnat de Polynésie française (5) : - Champion : 1995-96, 2003-04, 2006-07, 2007-08 et 2008-09. - Coupe de Polynésie française (2) : - Vainqueur : 2002-03 et 2004-05. - Finaliste : 1994-95.                                                                                               |  | - Supercoupe de Polynésie française (1) : - Vainqueur : 2008. - Finaliste : 2007. |

## Personnalités du club

### Présidents du club
- Tetahio Auraa

### Entraîneurs du club
- Pita Teivitau
- Robert Rodriguez